# Sickening Bliss
Sickening Bliss — четвёртый студийный альбом шведской горграйнд-группы Regurgitate, выпущенный в 2006 году лейблом Relapse Records (17 октября на территории Северной Америки, 23 октября — в остальном мире). Был лимитировано издан на виниле, жёлтый вариант обложки был лимитирован в 1 000 экземпляров, красный — в 500 экземпляров, и наконец белый (бесцветный) — в 100 экземпляров. Лицо женщины было подвергнуто цензуре.

## Список композиций
1. Bliss — 0:35
2. Abducens Eminence — 0:57
3. Euphoric State of Butchery — 0:59
4. Cocoon of Filth — 0:49
5. Putrid Serenity — 1:44
6. Tenderizing the Malformed — 1:36
7. Violent Necrophilic Climax — 1:31
8. Cavernous Sores — 1:24
9. Reborn in Latrinic Ecstasy — 1:27
10. Bleed on Me — 2:22
11. Gutrot Hogfrenzy — 0:51
12. Undying Lust for Cadaverous Molestation — 1:25
13. Battered with a Brick — 1:12
14. Devoured by Ghouls — 1:13
15. Addiction (an Unconditional Love for Blasphemous Perversions) — 1:17
16. (We Are) Sadistic Hateful Scum — 2:08
17. Worm Eater — 1:35
18. Perish in Blood — 1:18
19. Upheaval of Human Entrails — 1:11
20. Bathed in Feculence — 1:21
21. Bestial Sons of Devastation — 1:18
22. Defile — 1:50
23. Deterioration of Grated Genitals — 1:20
24. Excremental Investment — 0:43
25. Hacksaw Hysterectomy — 0:55
26. Catatonic Possession — 2:54

## Участники записи
- Рикард Йансон — вокал
- Урбан Скутт — гитара
- Глен Сайкс — бас
- Йоске Петтерсон — барабаны